# Yanai Malai
Der maximal etwa 150 m hohe Yanai Malai (Tamil: யானைமலை) ist ein schmaler, aber langgestreckter, aus Granitfelsen bestehender, Höhenzug mit mehreren Reliefskulpturen der Jain-Religion im südindischen Bundesstaat Tamil Nadu. Der gesamte Hügel steht unter dem Schutz des Archaeological Survey of India.

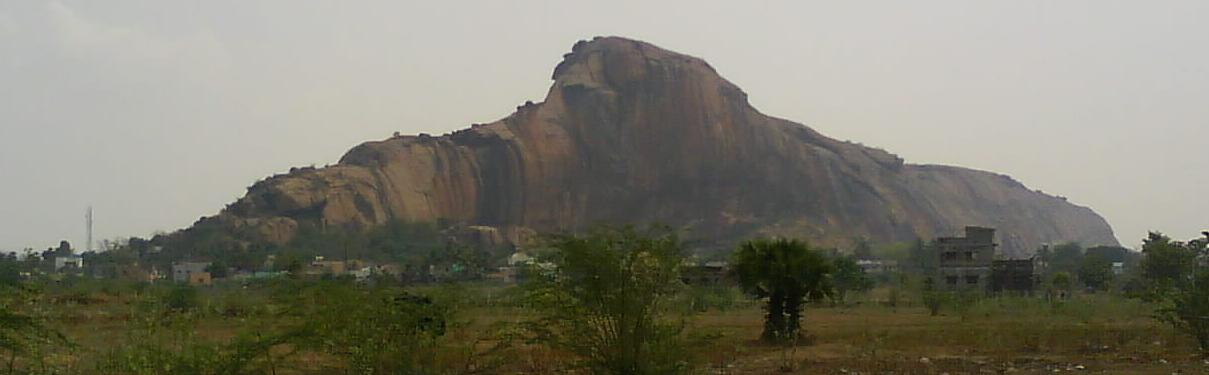
Yanai Malai

## Lage
Der ca. 160 bis 280 m ü. d. M. gelegene Yanai Malai befindet sich beim Dorf Narasingam etwa 12,5 km (Fahrtstrecke) nordöstlich der Stadt Madurai.

## Geschichte

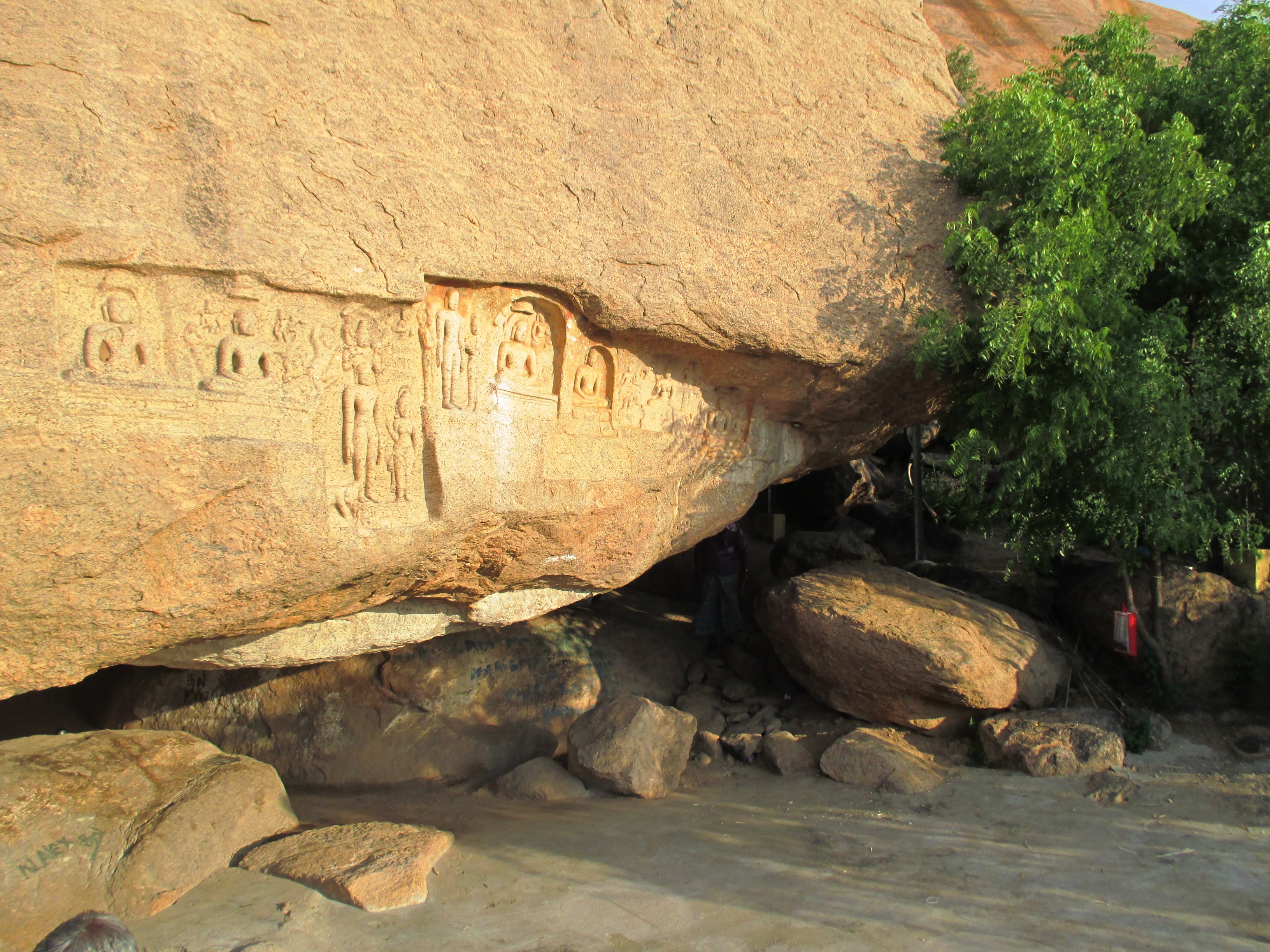
Jain-Skulpturen am Yanai Malai

Anders als am Samanar Malai fehlen am Yanai Malai Felsinschriften, die auf den Beginn der Nutzung durch Jain-Mönche schließen lassen könnten. Die in die natürliche Felswand eingemeißelten Skulpturenreliefs zeigen stehende (= büßende) oder sitzende (= meditierende) Tirthankaras und werden zumeist ins 7. oder 8. Jahrhundert datiert; eine Waldnymphe (yakshi) an der Seite einer stehenden Jaina-Figur ist äußerst ungewöhnlich. Einige natürliche Felshöhlen könnten von den Asketen als Schlafplätze genutzt worden sein; kleinere flache Wasserauffangbecken wurden in mühsamer und wahrscheinlich jahrhundertelanger Arbeit aus dem Fels herausgearbeitet.

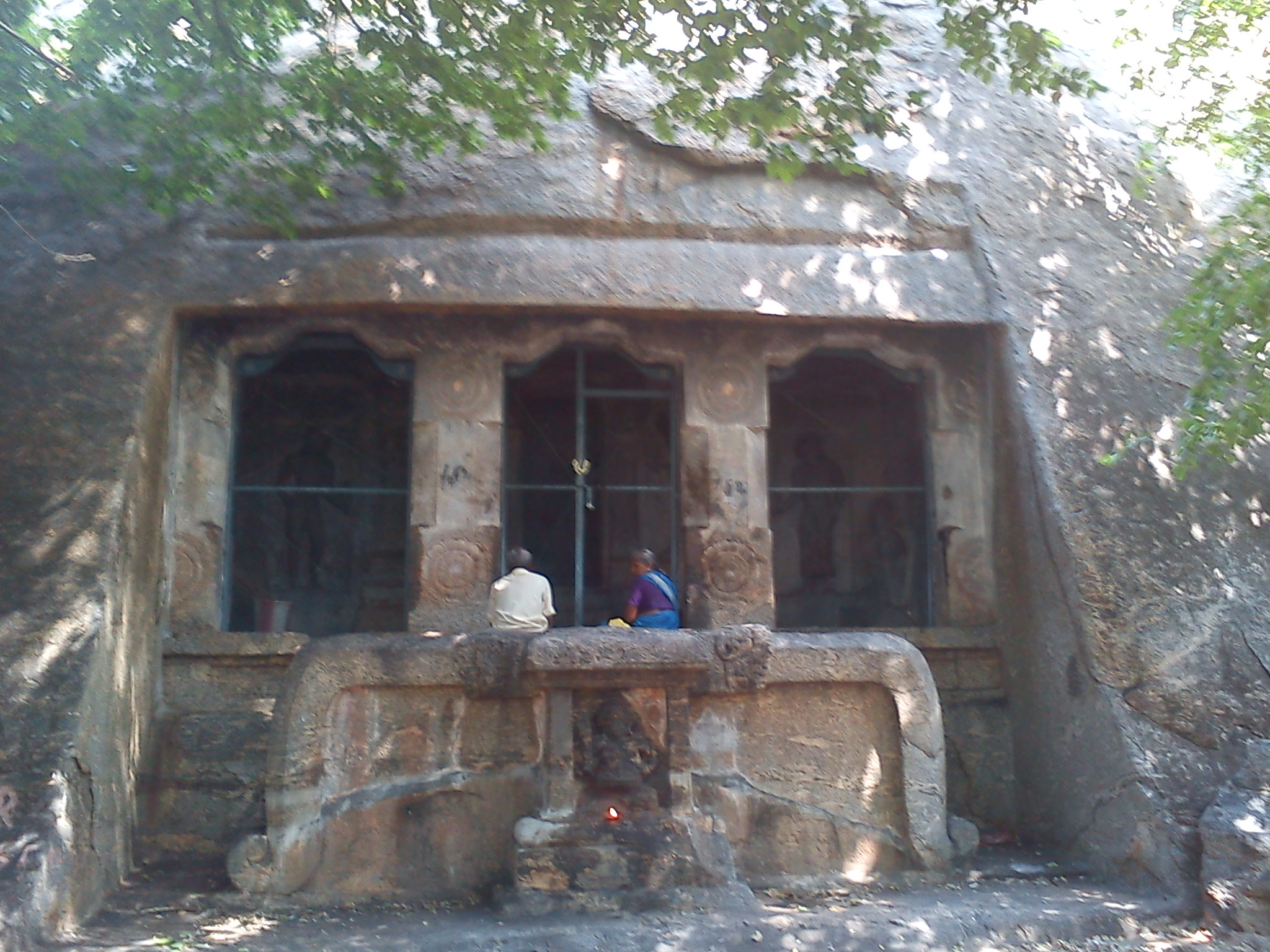
Ladan-Koil

## Narasimha-Tempel
Zu Füßen der Nordwestflanke des Hügels befindet sich der im 7. Jahrhundert in eine Felswand hineingearbeitete hinduistische Narasimha-Perumal-Tempel, der einem Avatara des Gottes Vishnu geweiht ist. Der gesamte Tempelbezirk wurde im 15. oder 16. Jahrhundert unter der Herrschaft des Vijayanagar-Reiches neu gestaltet und mit einem Eingangstor (gopuram) versehen, dessen Figuren und Scheinarchitekturen bunt bemalt sind; ein großer Tempelteich befindet sich vor dem Tempel.

## Ladan-Koil
Einer Vatteluttu-Inschrift zufolge wurde im 8. Jahrhundert südlich des Narasimha-Tempels ein dreiportaliger und mit Treppenaufgang versehener Tempel (Ladan Koil) zu Ehren des Gottes Karttikeya (Tamil: Murugan) in den Fels hineingehauen. Die blockhaften Teile der Pfeiler sind mit Rosetten geschmückt.